# لور سليمان صعب
لورا سليمان هي سيدة لبنانية تنحدر من بلدة (كفر عبيدا) قضاء البترون، وقد تمكنت من التوفيق بين عائلتها المؤلفة من 3 أولاد وعملها في حقل الإعلام. تخصّصت في الصحافة ووكالات الأنباء في الجامعة اللبنانيّة، مديرة«الوكالة الوطنيّة للإعلام».

## النشأة والتعليم
درست لور سليمان الابتدائية والتكميلية والثانوية في ثانوية مار الياس لراهبات العائلة المقدسة في البترون وتخرجت منها، وقد واصلت الدراسة الجامعية في كلية الإعلام والتوثيق في الجامعة اللبنانية حيث حصلت على إجازة في الصحافة ووكالات الأنباء في عام 1992.

## رئاسة الوكالة الوطنية
لور سليمان مديرة الوكالة الوطنية للأعلام «سابقا»، تمكنت من تبوؤ منصب تناوب عليه 8 رجال، بنجاحها وتميزها في عملها الإعلامي

## الإنجازات في الوكالة الوطنية للإعلام
جعلت لور سليمان من الوكالة الوطنية المصدر الأول للخبر نظرا للدقة والموضوعية التي تعتمدها في نقل الأخبار فأصبحت مصدرا إخباريا دقيقا  لكافة وسائل الإعلام اللبنانية، حيث أدى ذلك في إلى تحقق إنجازات كثيرة ومميزة:
- إدخال خدمة اللغتين الفرنسية والإنكليزية إلى الوكالة الوطنية للأعلام في نيسان 2009.
- إدخال خدمة الاخبار الإقليمية والدولية إلى الوكالة الوطنية للأعلام في نيسان 2000
- إدخال خدمة الصور إلى الوكالة الوطنية للأعلام في العام 2010.
- إدخال خدمة اللغة الاسبانية إلى الوكالة الوطنية للأعلام في شباط 2015.
- إنشاء قسم للأرشيف في العام 2010 وتنظيم الصور التي يعود تاريخها للعام 1961 حتى 2010 والمباشرة بمكننتها منذ بداية العام 2012.
- إعداد كتاب خاص تاريخ لبنان في صور في العام 2011 لمناسبة يوبيل الوكالة الخمسين.
- استحداث خدمة النشرة الصوتية باللغات العربية والفرنسية والإنكليزية على موقع الوكالة الوطنية.
- استحداث قسم لترويج السياحة بعنوان «اعرف لبنان» وقسم للتحقيقات والملفات الساخنة.

- نالت الوكالة الوطنية للأعلام في عهدها، جوائز عدة، كان آخرها جائزة أفضل وكالة انباء عربية تهتم بالسياحة المحلية والعربية.

## جوائز ودروع تقديرية
حصلت على دروع تقديرية عدة من: جائزة (SEA) عن فئة تمكين المرأة، المركز العربي للإعلام السياحي، جامعة هايكازيان، اتحاد المصارف العربية، جامعة بيروت العربية، وكالة أنباء «تراند»(أذربيجان)، المنبر اللبناني المستقل، وكالة الأنباء القطرية، الاتحاد الكاثوليكي العالمي للصحافة، الجيش اللبناني، وكالة أنباء الأناضول التركية، بلدية داربين الأسترالية، رئيسة تجمع سيدات الأعمال ليلى سلهب كرامي، جمعية بطل لبنان في سيدني – أستراليا، تمثال المغترب من الجامعة اللبنانية الثقافية في العالم، برنامج لبنان الأعمار، جائزة درع الحكومة العربية الالكترونية، وكالة أنباء الشرق الأوسط، جمعية أجيالنا، جمعية بطل لبنان في ملبورن – أستراليا، ملتقى المرأة العربية، الجمعية اللبنانية من اجل ديمقراطية الانتخابات، تمثال جبران خليل جبران من الجامعة اللبنانية الثقافية في العالم، درع دولة الكويت، درع وكالة الأنباء الكويتية، درع القوات اللبنانية، مؤسسة حسن صعب  الاجتماعية، «امرأة العام» في فئة الصحافة اللبنانية، المنظمة العربية للمسؤولية الاجتماعية، جمعية CAEL، لجنة تكريم رواد الشرق، الكتائب اللبنانية، جائزة النسر العربي.

## محطات مهنية
انتخب لبنان ممثلاً في مديرة الوكالة الوطنية للإعلام لور سليمان، عضواً في المجلس التنفيذي لاتحاد وكالات أنباء بلدان آسيا والمحيط الهادي، والذي يضّم 12 وكالة أنباء آسيوية من أصل 43. وقد فاز إلى جانب لبنان في العضوية كلّ من أذربيجان، روسيا، الصين، الهند، أستراليا، إيران، فيتنام، ماليزيا، البحرين، تركيا، كوريا الجنوبية، واليابان، كما انتخبت عضوا في هيئة الأمانة العامة لاتحاد وكالات الأنباء العربية منذ العام  2014 حتى 2017. حيث انتخبت أيضا نائبة لرئيس اتحاد وكالات الأنباء العربية في تشرين الثاني 2017. كما كانت عضواً في رابطة وكالات أنباء البحر الأبيض المتوسط

## مؤتمرات وندوات
شاركت في العديد من المؤتمرات والندوات المحلية والعربية والدولية (الأردن- السعودية، قطر، الجزائر، تونس، روما، فرنسا، أستراليا، الصين، الأرجنتين، المغرب، وتركيا، رومانيا وروسيا وغيرها
- من أبرزها:

تغطية أحداث مؤتمر الحوار الوطني اللبناني في الدوحة (أيار 2008).
شاركت في العام 2009 في مؤتمر القمة العربية في الدوحة.
شاركت في العام 2018 القمة العربية 2018 (الظهران)

## جمعية البترون النسائية[9]
إيمانا منها بأن المرأة نصف المجتمع ومتساوية مع الرجل في الحقوق والواجبات أسست لور سليمان جمعية البترون النسائية في البترون عام 2016 والتي تضم نخبة من النساء المثقفات والعاملات.